# Мерритт-Айленд (Флорида)
Мерритт-Айленд (англ. Merritt Island) — статистически обособленная местность, расположенная в округе Бревард (штат Флорида, США) с населением в 34 743 человека по статистическим данным переписи 2010 года. В настоящее время является полуостровом из-за насыпной дороги Crawlerway, построенной NASA.
На бывшем острове расположены Космический центр Кеннеди и охраняемое побережье Канаверал.

## География
По данным Бюро переписи населения США статистически обособленная местность Мерритт-Айленд имеет общую площадь в 121,99 квадратных километров, из которых 45,84 кв. километров занимает земля и 76,15 кв. километров — вода. Площадь водных ресурсов округа составляет 62,42 % от всей его площади.
Статистически обособленная местность Мерритт-Айленд расположена на высоте 1 м над уровнем моря.

## Демография
По данным переписи населения 2000 года в Мерритт-Айленд проживало 36 090 человек, 10 049 семей, насчитывалось 14 955 домашних хозяйств и 15 813 жилых домов. Средняя плотность населения составляла около 295,84 человек на один квадратный километр. Расовый состав населённого пункта распределился следующим образом: 90,22 % белых, 5,31 % — чёрных или афроамериканцев, 0,41 % — коренных американцев, 1,65 % — азиатов, 0,06 % — выходцев с тихоокеанских островов, 1,66 % — представителей смешанных рас, 0,68 % — других народностей. Испаноговорящие составили 3,83 % от всех жителей статистически обособленной местности.
Из 14955 домашних хозяйств в 27,1 % воспитывали детей в возрасте до 18 лет, 52,9 % представляли собой совместно проживающие супружеские пары, в 10,7 % семей женщины проживали без мужей, 32,8 % не имели семей. 26,8 % от общего числа семей на момент переписи жили самостоятельно, при этом 11,4 % составили одинокие пожилые люди в возрасте 65 лет и старше. Средний размер домашнего хозяйства составил 2,36 человек, а средний размер семьи — 2,86 человек.
Население статистически обособленной местности по возрастному диапазону по данным переписи 2000 года распределилось следующим образом: 21,8 % — жители младше 18 лет, 6,1 % — между 18 и 24 годами, 26,1 % — от 25 до 44 лет, 26,2 % — от 45 до 64 лет и — в возрасте 65 лет и старше. Средний возраст жителей составил 43 года. На каждые 100 женщин в Мерритт-Айленд приходилось 95,3 мужчин, при этом на каждые сто женщин 18 лет и старше приходилось 92,3 мужчин также старше 18 лет.